# Список глав государств в 729 году
Список глав государств в 728 году — 729 год — Список глав государств в 730 году — Список глав государств по годам

## Африка
- Гао — Бай Камай, дья (ок. 700 — ок. 730)
- Ифрикия — Обейда ибн Абд аль-Рахман эс-Солеми, наместник (727 — 732)
- Макурия — Кириак I, царь (ок. 710 — ок. 738)
- Некор[англ.] — Салих I ибн Мансур, эмир[англ.] (710 — 749)

## Америка
- Баакульское царство — Аку’ль Мо’ Нааб III, царь (722 — ок. 736)
- Канульское царство — Йукно’м Ток’ К’авииль, священный владыка (ок. 702 — ок. 731)
- Дос-Пилас — Уча'ан К'ин Б'алам, царь (727 — 741)
- Мутульское царство (Тикаль) — Хасав-Чан-Кавиль I, царь (682 — 734)
- Шукууп (Копан) — Вашаклахуун-Уб’аах-К’авииль, царь (695 — 738)
- Яшчилан (Пачан) — Ицамнах-Балам III, божественный царь (681 — 742)

## Азия
- Абхазия (Абазгия) — Феодор, князь (ок. 710 — ок. 730)
- Бохай (Пархэ) — Да Уи (У-ван), ван (719 — 737)
- Гилян (Дабюиды) — Дадбурзмир, испахбад (728 — 740/741)
- Грузия — 
  - Картли — Гурам III, эрисмтавар (693 — 748)
  - Кахетия — Стефаноз II, князь[англ.] (684 — 736)
  - Тао-Кларджети — Нерсе, князь (705 — 742)
- Дханьявади — Тюрия Кутта, царь[англ.] (723 — 746)
- Индия — 
  - Бадами (Западные Чалукья) — Виджаядитья Сатьяшрая, махараджа (696 — 733)
  - Венги (Восточные Чалукья) — Вишнувардхана III, махараджа (719 — 755)
  - Западные Ганги — Шрипуруша, махараджа (726 — 788)
  - Кашмир — Муктапида Лалитадитья, махараджа[нем.] (ок. 723 — ок. 760)
  - Паллавы (Анандадеша) — Парамешвараварман II, махараджа (722 — 733)
  - Пандья — Кочадайан Ранадхиран, раджа (710 — 735)
- Камарупа — Харшадева, царь (725 — 745)
- Китай (Династия Тан) — Сюань-цзун (Ли Лунцзи), император (712 — 756)
- Кок-тюркский каганат — Бильге-хан Богю, каган (716 — 734)
- Наньчжао — Гуйи-ван (Мэн Пилогэ), ван (728 — 748)
- Омейядов халифат — Хишам, халиф (724 — 743)
- Паган — Теинга, король[англ.] (726 — 734)
- Раджарата (Анурадхапура) — Аггабодхи V, король (726 — 732)
- Силла — Сондок Великий, ван (702 — 737)
- Сунда — Санья, король (723 — 732)
- Табаристан (Баванди) — Мехр Мардан, испахбад (728 — 752)
- Тибет — Тиде Цугцэн, царь (704 — 755)
- Тюргешский каганат — Сулук Великий, каган (715 — 738)
- Тямпа — Викрантаварман II, князь (ок. 686 — ок. 731)
- Ченла — Пушкаракша, король (716 — 730)
- Шривиджайя — Рудра Виккама, махараджа (728 — 742)
- Япония — Сёму, император (724 — 749)

## Европа
- Аль-Андалуз — 
  - Утман ибн Али Наса аль-Чатами, вали (728 — 729)
  - Аль-Хайтам ибн Убайд аль-Канани, вали (729 — 730)
- Англия — 
  - Восточная Англия — Эльфвальд, король (713 - 749)
  - Думнония — Дифнвел, король (715 — 750)
  - Кент — 
    - Этельберт II, король (725 — 762)
    - Эдберт I, король (725 — 748)

  - Мерсия — Этельбальд, король (716 — 757)
  - Нортумбрия — 
    - Осрик, король (718 - 729)
    - Кеолвулф, король (729 - 737)

  - Уэссекс — Этелард, король (726 — 740)
  - Хвикке — Этельрик I, король (704 — 736)
  - Эссекс — Селред, король (709 — 746)
- Астурия — Пелайо, король (718 — 737)
- Болгарское царство — Кормесий, хан (721 — 738)
- Венецианская республика — Орсо Ипато, дож (726 — 742)
- Византийская империя — Лев III, император (717 — 741)
  - Равеннский экзархат — Евтихий, экзарх (727 — 751)
  - Неаполь — 
    - Феодор I, герцог (719 - 729)
    - Георгий, герцог (729 - 739)
- Волжская Булгария — Ирхан, хан (ок. 710 — ок. 765)
- Дания — Онгенд, король (ок. 695 - 735)
- Домнония — Даниэль, король (720 — 749)
- Ирландия — Флатбертах мак Лоингсех, верховный король (728 — 734)
  - Айлех — Аэд Аллан, король (722 — 743)
  - Коннахт — Катал I, король (728 — 735)
  - Лейнстер — Бран Бекк мак Мурхада, король (728 — 738)
  - Мунстер — Катал, король (721 — 742)
  - Ольстер — Аэд Ройн, король (708 — 735)
- Лангобардское королевство — Лиутпранд, король (712 — 744)
  - Беневенто — Ромуальд II, герцог (706 — 732)
  - Сполето — Тразимунд II, герцог (724 - 739, 740 - 742, 744 - 745)
  - Фриуль — Пеммо, герцог (706 - 739)
- Папский престол — Григорий II, папа римский (715 — 731)
- Сербия — Ратомир, жупан (ок. 700 — ок. 730)
- Уэльс —
  - Брихейниог — Ауст ап Кадуган, король (720 — 735)
  - Гвент — Ител III ап Морган, король (715 — 755)
  - Гвинед — Родри ап Идвал, король (720 — 754)
  - Дивед — Райн ап Кадуган, король (710 — 730)
  - Поуис — Элисед ап Гуилог, король (710 — 755)
  - Сейсиллуг — Сейсилл ап Клидог, король (720 — 730)
- Франкское королевство — Теодорих IV, король (721 — 737)
  - Карл Мартелл, майордом (718 - 741)
  - Аквитания и Васкония — Эд Великий, герцог (ок. 688 — 735)
  - Бавария — Хугберт, герцог (725 — 737)
  - Тюрингия — Хеден II Младший, герцог (689 — ок. 741)
- Фризия — Поппо, король (719 - 734)
- Хазарский каганат — Барджиль, каган (715 - 731)
- Швеция — Харальд Боезуб, король (ок. 705 - ок. 750)
- Шотландия —
  - Галвидел — Ютгуал ап Тутагуал, король (715 — 730)
  - Дал Риада — Эохайд III, король (727 — 733)
  - Пикты — 
    - Нехтон III, король (706 — 724, 726 — 729)
    - Энгус I, король (729 — 761)

  - Стратклайд (Альт Клуит) — Теудебур, король (722 — 752)

- Лев III 
 717-741 
 Император Византии
- Этельбальд 
 716-757 
 Король Мерсии
- Карл Мартелл 
 718-741 
 Майордом франков
- Хасав-Чан-Кавиль I 
 682-734 
 Царь Тикаля
- Сюань-цзун 
 712-756 
 Император Китая
- Теодерих IV 
 721-737 
 Король франков
- Пелайо 
 718-737 
 Король Астурии
- Сёму 
 725-749 
 Император Японии
- Орсо Ипато 
 726-742 
 Дож Венеции
- Григорий II 
 715-731 
 Папа римский